# Alfred Kröner Verlag
Der Alfred Kröner Verlag ist ein deutscher Verlag aus Stuttgart.

## Geschichte
Der Alfred Kröner Verlag wurde 1904 durch Alfred Kröner, Sohn von Adolf von Kröner, in Stuttgart gegründet. 1907 zog der Verlag nach Leipzig. 1922 wurde Wilhelm Klemm Geschäftsführer des Verlages. Während der Zeit des Nationalsozialismus erhielt Klemm Berufsverbot (1937).  Unternehmenssitz wurde dann wieder Stuttgart. 1950 übernahmen Arno Klemm und Walter Kohrs die Geschäftsleitung. Der Literaturhistoriker Gero von Wilpert war in den 1950er bis 1970er Jahren Cheflektor des Hauses. 1989 wurde die Leitung des Verlages um Imma Klemm erweitert; 2004 übernahmen Elke Linsenmayer und Alfred Klemm die Verantwortung. 2019 erhielt der Verlag den Deutschen Verlagspreis.

## Programm
Das Verlagsprogramm umfasst über 500 Titel. Es werden vor allem Gesamtdarstellungen, Nachschlagewerke und Klassiker publiziert. Zu den Autoren des Verlages gehörten u. a. Marc Aurel, Auguste Comte, Karl Marx, Max Weber, Wilhelm Wundt, David Friedrich Strauß, Émile Durkheim, Friedrich Nietzsche (s. Nietzsche-Ausgabe), Karl Heinemann, Ernst Haeckel, Jacob Burckhardt, Franco Volpi, Gero von Wilpert, Hadumod Bußmann, Johan Huizinga und Fritz Martini. Die Gestaltung der in hellblauem Leinen gebundenen Bände ist seit Jahrzehnten konstant. Seit dem Jahr 2007 existiert die Reihe Kröner Taschenbuch mit einführender Literatur für Studierende und andere Interessierte.